# Donje Biljane
Donje Biljane su selo u Ravnim kotarima, administrativno u sastavu grada Benkovca.  

## Zemljopis
Naselje je smješteno 13 km sjeverozapadno od Benkovca.

## Gospodarstvo
Ovo selo nalazi se u Ravnim kotarima, gdje je zemlja vrlo plodna, pa je bavljenje poljoprivredom glavna gospodarska djelatnost.

## Stanovništvo
| broj stanovnika | 288   | 240   | 275   | 314   | 347   | 472   | 518   | 549   | 711   | 960   | 1109  | 1108  | 1039  | 1051  | 13    | 102   | 209   |
|                 | 1857. | 1869. | 1880. | 1890. | 1900. | 1910. | 1921. | 1931. | 1948. | 1953. | 1961. | 1971. | 1981. | 1991. | 2001. | 2011. | 2021. |

## Kulturne znamenitosti
U blizini bunara zvanog Begovača nalaze se arheološki lokaliteti različitih razdoblja. Na položaju Crkvina ostaci su antičke gospodarske zgrade, a nad njom ruševine starohrvatske crkve iz 19. stoljeća, zasebnog tipa trobrodne crkvene arhitekture na području Dalmacije. Oko crkve su otkopana 604 starohrvatska groba u kojima su nađene naušnice i prstenje iz 9. – 15. stoljeća.
- pravoslavna crkva sv. Jovana Krstitelja (1734.)

## Sport
U selu je do 1995. godine postojao nogometni klub Lasta